# Монастырь Мариенборн (Лютгендортмунд)
Монастырь Мариенборн (нем. Kloster Marienborn), — ранее существовавший женский монастырь в Лютгендортмунде (один из 13 административных округов г. Дортмунд) (Северный Рейн-Вестфалия, Германия).
До 1295 года здесь располагалась крестьянская усадьба. В 1295 году она была куплена Германом Гольдакером специально для вновь основывавшегося монастыря бегинок. Первоначально здесь действительно жили бегинки, имевшие право выбора начальницы и не придерживавшиеся строгих монастырских правил, к тому не подчинявшиеся указаням и регламенту католической церкви. Но через время он стал монастырём ордена премонстрантов, а ещё позже — монастырём ордена францисканцев.
Считается, что монастырь возник из-за того, что одна из местных семей не смогла обвенчать своих дочерей. Новый монастырь был в качестве женского штифта приписан к монастырю Верден и подлежал налогообложению.
Обветшав к началу XVIII века, монастырское здание было снесено, а на оставшемся фундаменте в 1725 году построен новый монастырский корпус. Рядом возвели небольшую монастырскую церковь, в которой до 1892 года (года строительства приходской церкви) проводила богослужения католическая община Лютгендортмунда.
В 1809 году, во время французского господства, монастырь был закрыт. Позже здание использовалось как школьное. В настоящее время здесь размещаются районный молодёжный культурный центр, школьные группы продлённого дня и библиотека. О прошлом здания и существовании монастыря напоминают только названия прилегающих улиц: Бегинок (Beguinenstraße) и Мариенборн (Marienbornstraße). Здание зарегистрировано как памятник истории и архитектуры и охраняется законом.